# Cleidochasma verrucosa
Cleidochasma verrucosa är en mossdjursart som beskrevs av Canu och Bassler 1929. Cleidochasma verrucosa ingår i släktet Cleidochasma och familjen Cleidochasmatidae. Inga underarter finns listade i Catalogue of Life.